# Porphyrbrauner Wulstling
Der Porphyrbraune Wulstling (Amanita porphyria), auch Porphyrwulstling oder Purpurbrauner Wulstling genannt, ist eine Pilzart aus der Familie der Wulstlingsverwandten.

## Merkmale

### Makroskopische Merkmale

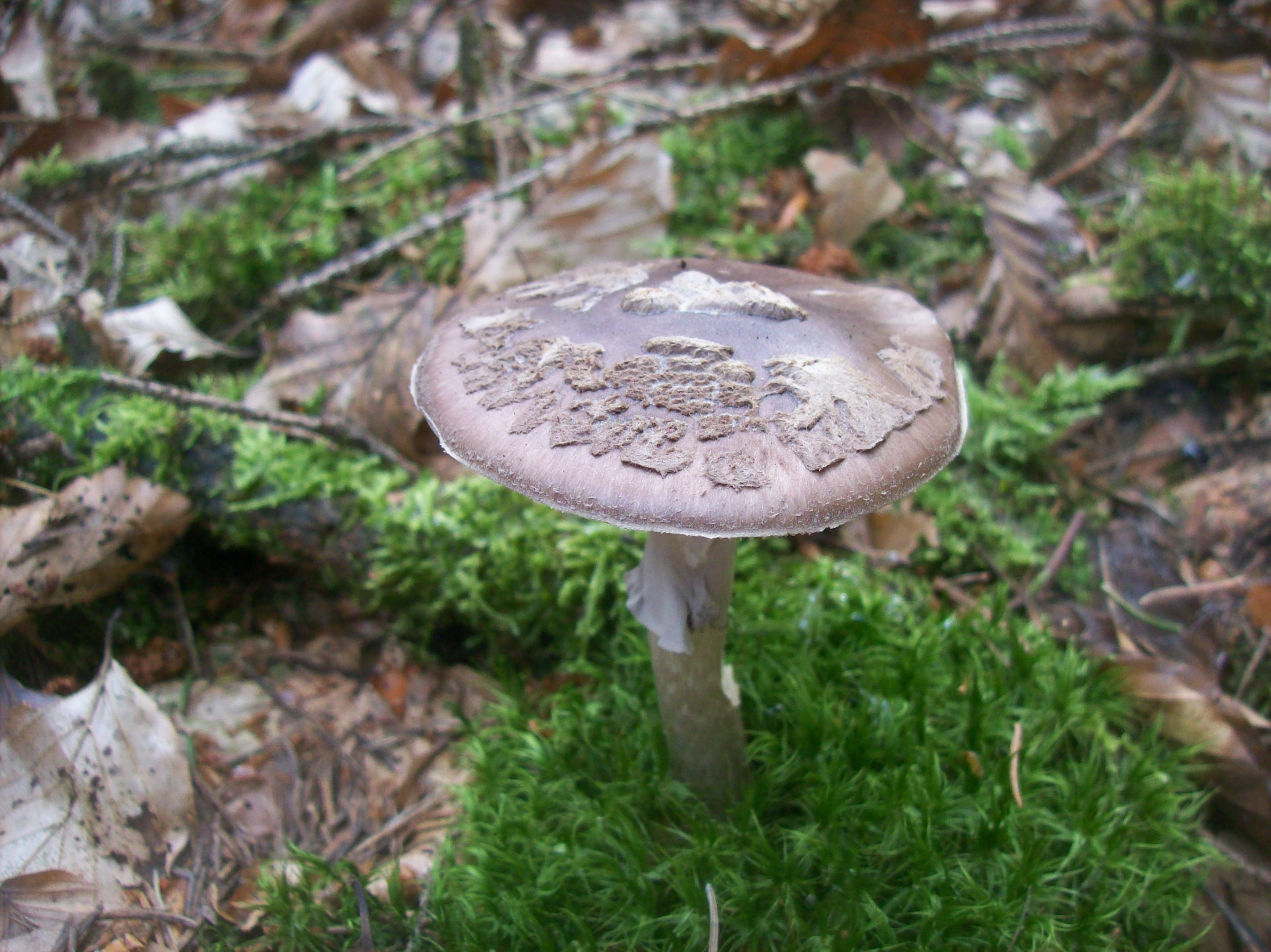
Typisch ist ein violettlich brauner Hut mit farblich kaum kontrastierenden, flächigen Velumresten.

Der Porphyrbraune Wulstling besitzt einen kupfer- bis violettbraunen Hut, bedeckt mit grauen Velumresten, gewölbt bis ausgebreitet. Der Durchmesser beträgt vier bis zwölf Zentimeter. Die Lamellen sind weißlich, stehen gedrängt, und sind frei. Das Sporenpulver ist weiß und amyloid. Der Stiel ist wie der Hut gefärbt, oder auch weißlich. Bei ausgeprägter Färbung besitzt er eine deutliche Natterung; die Knolle ist sehr dick und kräftig und abgesetzt gerandet. Der Ring ist weißlich, hängend. An der Oberseite ist er nicht oder schwach gerieft. Der Geruch ist muffig nach Kartoffelkeimen. Der Geschmack ist rettichartig.

### Mikroskopische Merkmale
Die Sporen sind hyalin und nahezu kugelig mit einem Durchmesser von sieben bis zehn Mikrometern.

## Artabgrenzung
Der Porphyrbraune Wulstling kann mit dem essbaren Grauen Wulstling (Amanita excelsa) und mit dem stark giftigen Pantherpilz (Amanita pantherina) verwechselt werden. Beide unterscheiden sich durch das Fehlen von Violetttönen. Der Graue Wulstling hat außerdem eine nicht abgesetzte Stielknolle sowie einen deutlich gerieften Ring, der Pantherpilz hat kleine, weiße Velumreste auf dem Hut und eine deutlich schlankere, oft mehrfach wulstig gebänderte Knolle.
Der Gelbe Knollenblätterpilz (Amanita citrina) ist verwandt und vom Habitus sehr ähnlich, ist aber weiß bis blass gelbgrünlich gefärbt.

## Ökologie und Phänologie
Die Art kommt in Mitteleuropa in Nadelwäldern unter Fichten und Kiefern vor, jedoch nur auf sauren Böden, nicht über Kalk. Er ist recht häufig, die Fruchtkörper sind von Juli bis Oktober anzutreffen.

## Bedeutung
Die Art ist schwach giftig. Sie enthält Bufotenin, das die Herztätigkeit beschleunigt und die Blutgefäße verengt; dieses wird jedoch durch Erhitzen zerstört. Zudem enthält sie jedoch unbekannte Magen-Darm-Gifte, welche durch Erhitzen nicht zerstört werden.